# Svenska mästerskapen i längdskidåkning 2006

SM i längdåkning 2006 arrangerades i Luleå och Boden i Norrbotten. Mästerskapet fick ett starkt startfält då alla landslagsåkare både på herr- och damsidan ställde upp, exempelvis Anna Dahlberg, Björn Lind, Mathias Fredriksson, Anders Södergren och Thobias Fredriksson. Landslagsåkarna Emelie Öhrstig och Lina Andersson lämnade dock återbud på grund av sjukdom.

## Program
(Boden -  Pagla Skidstadion)

### Fredag 24 mars
- Officiell träning
- Officiell invigning

### Lördag 25 mars
- Damernas Dubbel jakt (7,5 km K + 7,5 km F)
- Herrarnas Dubbel jakt (15 km K + 15 km F)

### Söndag 26 mars
- Damernas stafett 3*5km F
- herrarnas stafett 3*10 km F

### Måndag 27 mars
- Press-sponosor-lagledar SM

### Tisdag 28 mars
- Damernas Team sprint
- Herrarnas Team sprint

### Onsdag 29 mars
Reservdag
(Luleå - Stadion Kronan)

### Torsdag 30 mars
Damernas 10 km K
Herrarnas 15 km K

### Fredag 31 mars
Reservdag
(Luleå - Centrum, Norra hamn)

### Lördag 1 April
- Damernas sprint
- Herrarnas sprint

(Luleå - Stadion Kronan)

### Söndag 2 April
- Damernas 30 km F
- Herrarnas 50 km F

## Resultat
| Nr | Datum        | Disciplin                  |                                                                       |                                                         |                                                                 |
| -- | ------------ | -------------------------- | --------------------------------------------------------------------- | ------------------------------------------------------- | --------------------------------------------------------------- |
| 1  | 25 mars 2006 | 7,5 km (k) + 7,5 km (F) D  | Maria Rydqvist (Östersund SK)                                         | Anna Dahlberg (Åsarna IK)                               | Ida Olofsson (Åsarna IK)                                        |
| 2  | 25 mars 2006 | 15 km (k) + 15km (F) H     | Mathias Fredriksson (Östersund SK)                                    | Anders Södergren (Östersund SK)                         | Johan Olsson (Åsarna IK)                                        |
| 3  | 26 mars 2006 | 3x5 km fristil damer       | Åsarna IK Anna Dahlberg Ida Olofsson Jenny Olsson                     | Östersund SK Ingrid Wikman Sara Lindborg Maria Rydqvist | IFK Mora Sofia Bleckur Jenny Limby Elin Ek                      |
| 4  | 26 mars 2006 | 3x10 km fristil herrar     | Östersund SK Mathias Fredriksson Anders Södergren Thobias Fredriksson | IFK Umeå Lars Carlsson Jörgen Brink Anders Högberg      | Falun/Borlänge SK Mikael Östberg Fredrik Östberg Håkan Lövström |
| 5  | 28 mars 2006 | Team sprint fristil damer  | Åsarna IK Ida Ingemarsdotter Anna Dahlberg                            | Piteå Elit Kina Swidén Susanne Nyström                  | Vansbro AIK Ulrika Persson Anna-Karin Strömstedt                |
| 6  | 28 mars 2006 | Team sprint fristil herrar | Åsarna IK Fredrik Persson Mats Larsson                                | Östersund SK Jerry Harlin Thobias Fredriksson           | Falun/Borlänge SK Fredrik Östberg Mikael Östberg                |
| 7  | 30 mars 2006 | 10 km (K) D                | Elin Ek (IFK Mora)                                                    | Britta Norgren (Sollefteå SK)                           | Anna-Karin Strömstedt (Vansbro AIK)                             |
| 8  | 30 mars 2006 | 15 km (K) H                | Anders Södergren (Östersund SK)                                       | Mathias Fredriksson (Östersund SK)                      | Mats Larsson (Åsarna IK)                                        |
| 9  | 1 april 2006 | Sprint (F) D               | Anna Dahlberg (Åsarna IK)                                             | Britta Norgren (Sollefteå SK)                           | Anna-Karin Strömstedt (Vansbro AIK)                             |
| 10 | 1 april 2006 | Sprint (F) H               | Thobias Fredriksson (Östersund SK)                                    | Peter Larsson (Hudiksvall IF)                           | Mikael Östberg (Falun/Borlänge SK)                              |
| 11 | 2 april 2006 | 30 km (F) D                | Maria Rydqvist (Östersund SK)                                         | Elin Ek (IFK Mora)                                      | Susanne Nyström (Piteå Elit)                                    |
| 12 | 2 april 2006 | 50 km (F) H                | Anders Södergren (Östersund SK)                                       | Mats Larsson (Åsarna IK)                                | Johan Olsson (Åsarna IK)                                        |